# Fred Murphy
Fred Murphy (* 16. Dezember 1942 in New York City) ist ein US-amerikanischer Kameramann.

## Leben
Murphy hatte Architektur an der School of Design auf Rhode Island studiert. Anschließend fuhr er für mehrere Jahre als Matrose zur See auf einem ozeanographischen Schiff.
Seinen Einstand beim Film gab Murphy als „Mädchen für alles“, arbeitete danach als Elektriker beim Werbefilm und fotografierte Anfang der 1970er Jahre No-Budget-Filme und experimentelle Kurzfilme. Ab Mitte der 1970er Jahre stand Murphy bei schmalstbudgetierten Filme einiger Regie-Newcomer wie Martha Coolidge und Claudia Weill hinter der Kamera. Weills/Murphys amüsante Frauengeschichte Girl Friends fand 1978 auch international Beachtung.
Seit Mitte der 1980er Jahre gelang Fred Murphy der Sprung in die A-Liga der Hollywood-Kameraleute. Er fotografierte jetzt auch teurere Mainstream-Produkte, kehrte aber auch immer wieder zu persönlicheren, leisen Filmen wie A Trip to Bountiful – Reise ins Glück, The Dead und Feinde – die Geschichte einer Liebe zurück. Murphys Spezialgebiet sind jedoch Komödien. Vor allem der Regisseur Paul Mazursky verpflichtete Murphy mehrfach.
Seit dem neuen Jahrtausend ließ sich Fred Murphy auch für mehrere erfolgreiche Fernsehserien verpflichten, beispielsweise filmte er die Mehrzahl der Folgen der erfolgreichen Dramaserie Good Wife zwischen 2009 und 2016.

## Filmografie (Auswahl)
Kinofilme, wenn nicht anders angegeben
- 1975: Not a Pretty Picture
- 1977: Local Color
- 1977: Girl Friends (Girlfriends)
- 1978: Die andere Schwester (The Scenic Route)
- 1979: Hochstapler (Imposters)
- 1979: Land meines Herzens (Heartland)
- 1980: Liebe ein Leben lang (Tell Me Riddle)
- 1981: Der Stand der Dinge (The State of Things)
- 1981: American Monster (Q: The Winged Serpent)
- 1983: Eddie und die Cruisers (Eddie and the Cruisers)
- 1983: Discokiller in New York (Trackdown: Finding the Goodbar Killer) (Fernsehfilm)
- 1982: Touched
- 1984: Key Exchange
- 1984: What Sex am I ? (Dokumentarfilm)
- 1985: A Trip to Bountiful – Reise ins Glück (A Trip to Bountiful)
- 1985: Death of an Angel
- 1985: Freiwurf (Hoosiers)
- 1987: Bestseller (Best Seller)
- 1987: Die Toten (The Dead)
- 1987: Pinguine in der Bronx (Five Corners)
- 1987: Zärtliche Liebe (Fresh Horses)
- 1987: Die Trottel vom Texas-Grill (Full Moon in Blue Water)
- 1988: Final Game (Night Game)
- 1989: Feinde – Die Geschichte einer Liebe (Enemies: A Love Story)
- 1990: Kein Baby an Bord (Funny About Love)
- 1990: Ein ganz normaler Hochzeitstag (Scenes from a Mall)
- 1991: Mein Vater – Mein Freund (Jack the Bear)
- 1992: Stage Fright – Eine Gurke erobert Hollywood (The Pickle)
- 1994: Murder in the First
- 1995: A Family Thing – Brüder wider Willen (A Family Thing)
- 1995: The Fantasticks
- 1996: Metro – Verhandeln ist reine Nervensache (Metro)
- 1996: Der Hochzeitstag (Faithful)
- 1997: October Sky
- 1998: Dance with Me
- 1998: Rocket Boys
- 1998: Echoes – Stimmen aus der Zwischenwelt (Stir of Echoes)
- 2000: Soul Survivors (Soul Survivors)
- 2001: Die Mothman Prophezeiungen (The Mothman Prophecies)
- 2001: Mord ist ihr Hobby – Der letzte freie Mann (Murder, She Wrote: The Last Free Man, Fernsehfilm)
- 2002: Auto Focus
- 2002: Freddy vs. Jason
- 2002: Die Highschool Trickser (Cheaters)
- 2003: Partners and Crime (Fernsehfilm)
- 2004: Das geheime Fenster (Secret Window)
- 2005: Dreamer – Ein Traum wird wahr (Dreamer: Inspired by a True Story)
- 2006: Die Chaoscamper (RV)
- 2007: Anamorph – Die Kunst zu Töten (Anamorph)
- 2007–2008: In Treatment – Der Therapeut (In Treatment, Fernsehserie, 8 Folgen)
- 2008: Drillbit Taylor – Ein Mann für alle Unfälle (Drillbit Taylor)
- 2008: Wen die Geister lieben (Ghost Town)
- 2009: Fringe – Grenzfälle des FBI (Fringe, Fernsehserie, 5 Folgen)
- 2009–2016: Good Wife (The Good Wife, Fernsehserie, 103 Folgen)
- 2017–2019: The Good Fight (Fernsehserie, 7 Folgen)